# Eurybelodon
Eurybelodon — вимерлий рід хоботних родини Amebelodontidae.

## Таксономія
Типовий зразок, частковий верхній бивень, був описаний у Блек-Батті в західному Орегоні в 1963 році. Спочатку він був віднесений до роду Platybelodon, але був перекласифікований як окремий рід після аналізу 2016 року, який виявив ключові морфологічні відмінності між ним та іншими амебелодонтидами. Хоча спочатку він був класифікований в родині Gomphotheriidae його перемістили, коли підродину Amebelodontinae було виділено в окрему родину.
Назва роду походить від грецького eury, що означає широкий, і belodon, що означає передній зуб. Видова назва типового виду присвячена Єхескелю Шошані, який зробив значний внесок у дослідження хоботних.